# محمد بن أمان الجامي
محمد أمان بن علي جامي (1349 - 1416 هـ) عالم مسلم إثيوبي الأصل، سعودي الجنسية. عمل مدرِّسًا بالجامعة الإسلامية في المدينة المنوَّرة، وفي المسجد النبوي الشريف. وإليه يُنسَب التيار الجامي أو السلفية الجامية.
من أبرز طلابه الشيخ ربيع المدخلي، والشيخ علي فقيهي، والشيخ صالح السحيمي، والشيخ عبد القادر السندي، والشيخ إبراهيم الرحيلي.

## ولادته وتحصيله
وُلد محمد أمان بن علي جامي علي، ويُكنّى بأبي أحمد، في إثيوبيا (الحبشة) من منطقة هَرَر في قرية طغا طاب، سنة 1349هـ.
نشأ في قرية طغا طاب وفيها تعلم القرآن الكريم وبعدما ختمه شرع في دراسة كتب الفقه على مذهب الإمام الشافعي، ودرس العربية في قريته أيضاً على يد محمد أمين الهرري ثم ترك قريته على عادة أهل تلك الناحية إلى قرية أخرى، وفيها التقى مع زميل طلبه وهجرته إلى البلاد السعودية الشيخ عبد الكريم، فانعقدت بينهما الأخوة الإسلامية ثم ذهبا معاً إلى شيخ يسمى الشيخ موسى ودرسا عليه نظم الزبد لابن رسلان ثم درسا متن المنهاج على الشيخ أبادر وتعلما في هذه القرية عدة فنون.
ثم اشتاقا إلى السفر لمكة المكرمة للتعلم وأداء فريضة الحج. فخرجا من الحبشة إلى الصومال فركبا البحر متوجيهن إلى عدن - حيث واجهتهما مصاعب ومخاطر في البحر والبر - ثم سارا إلى الحُدَيدة سيراً على الأقدام فصاما شهر رمضان فيها ثم غادرا إلى السعودية فمرا بصامطة وأبي عريش حتى حصلا على إذن الدخول إلى مكة وكان هذا سيراً على الأقدام. وفي اليمن حذرهما بعض الشيوخ فيها من الدعوة السلفية التي يطلقون عليها الوهابية.

### طلبه العلم في السعودية
بعد أداء محمد أمان فريضة الحج عام 1369هـ بدأ طلبه للعلم بالمسجد الحرام في حلقات العلم المبثوثة في رحابه واستفاد من الشيخ عبد الرزاق حمزة والشيخ عبد الحق الهاشمي والشيخ محمد عبد الله الصومالي وغيرهم. وفي مكة تعرَّف على الشيخ عبد العزيز بن باز وصحبه في سفره إلى الرياض لما افتتح المعهد العلمي وكان ذلك في أوائل السبعينيات الهجرية. وممن زامله في دراسته الثانوية بالمعهد العلمي الشيخ عبد المحسن بن حمد العبَّاد والشيخ علي بن مهنا القاضي بالمحكمة الشرعية الكبرى بالمدينة سابقاً.
كما أنه لازم حِلَق العلم المنتشرة في الرياض. فقد استفاد وتأثر بالمفتي العلاَّمة الفقيه الأصولي الشيخ محمد بن إبراهيم آل الشيخ . كما كان ملازماً الشيخ عبد الرحمن الأفريقي كما لازم الشيخ عبد العزيز بن باز فنهل من علمهِ الجم وخلُقهِ الكريم، كما أخذ العلم بالرياض على الشيخ محمد الأمين الشنقيطي والشيخ العلاَّمة المحدِّث حماد الأنصاري وتأثر المترجم له بالشيخ عبد الرزاق عفيفي كثيراً حتى في أسلوب تدريسه. كما استفاد وتأثر بالشيخ العلاَمة عبد الرحمن بن ناصر السعدي حيث كانت بينهما مراسلات. كما تعلم على الشيخ العلاَّمة محمد خليل هراس وكان متأثراً به أيضاً. كما استفاد من الشيخ عبد الله القرعاوي.

## مؤهلاته العلمية
- حصل على الثانوية من المعهد العلمي بالرياض.
- انتسب بكلية الشريعة وحصل على شهادتها سنة 1380هـ.
- معادلة الماجستير في الشريعة من جامعة البنجاب عام 1393هـ.
- الدكتوراه من دار العلوم بالقاهرة.

## مؤلفاته وآثاره
- أضواء على طريق الدعوة إلى الإسلام
- مجموع رسائل الجامي في العقيدة والسنة
- المحاضرة الدفاعية عن السنة المحمدية.
- حقيقة الديموقراطية وأنها ليست من الإسلام
- حقيقة الشورى في الإسلام.
- العقيدة الإسلامية وتاريخها.
- شرح متن شروط الصلاة وأركانها وواجباتها
- قرة عين الموحِّدين في تحقيق دعوة الأنبياء والمرسلين
- الصفات الإلهية في الكتاب والسنَّة النبوية في ضوء الإثبات والتنزيه،والكثير من مؤلفاته وشروحه.

## صفاته

### ثناء العلماء عليه
كان لمحمد أمان مكانته العلمية عند أهل العلم فقد ذكروه بالجميل وكان محل ثقتهم بل بلغت الثقة بعلمه وعقيدته أنه عندما كان طالباً في الرياض ورأى شيخه عبد العزيز بن باز نجابته وحرصه على العلم قدَّمه إلى محمد بن إبراهيم حيث تم التعاقد معه للتدريس بمعهد صامطة العلمي بمنطقة جازان. وأيضاً مما يدل على الثقة بعلمه وعقيدته ومكانته عند أهل العلم أنه عند افتتاح الجامعة الإسلامية بالمدينة المنورة انتدب للتدريس فيها بعد وقوع اختيار عبد العزيز بن باز عليه، ومعلوم أن الجامعة الإسلامية أنشئت لنشر العقيدة السلفية وقد أوكلت الجامعة تدريس هذه العقيدة على فضيلة المترجم له بالمعهد الثانوي ثم بكلية الشريعة ثقة بعقيدته وعلمه ومنهجه وذلك ليسهم في تحقيق أهداف الجامعة.

### قالوا عنه
- ربيع بن هادي المدخلي: أما الشيخ محمد أمان فما علمت منه إلا رجلاً مؤمناً موحداً سلفياً فقيهاً في دينه متمكناً من علوم العقيدة. ما رأيت أجود منه في عرض العقيدة، إذ كان الرجل قد درسنا في المرحلة الثانوية، درسنا «الواسطية والحموية» ؛ فما رأينا أجود منه وأفضل، ولا أكبر على تفهيم طلابه من هذا الرجل. وعرفناه بحسن الأخلاق والتواضع والوقار، يُتعلَّم منه هذه الأخلاق.
- صالح بن فوزان الفوزان: محمد الجامي هو أخونا وزميلنا تخرج من هذه الجامعة المباركة وذهب إلى الجامعة الإسلامية مدرساً في الجامعة الإسلامية وفي المسجد النبوي وداعياً إلى الله سبحانه وتعالى وما علمنا عليه إلا خيراً وليس هناك جماعة تسمى بالجامية هذا من الافتراء ومن التشويه هذا ما نعلمه عن الشيخ محمد أمان الجامي لكن لأنه يدعو إلى التوحيد وينهى عن البدع وعن الأفكار المنحرفة صاروا يعادونه ويلقبونه بهذا اللقب.[2]

## وفاته
توفي محمد أمان الجامي في المدينة المنوَّرة، في 26 شعبان 1416هـ الموافق 17 يناير (كانون الثاني) 1996م، عن عمر ناهز ثمانيًا وستين سنة.

## وصلات خارجية
- صفحته على موقع طريق الإسلام.